# 特定年龄组出生率
特定年龄组出生率，指某一特定年龄组之中每1000名女性所生育的下一代的数目。是出生率在社会学调查中作为一种数据运用时常用的一种统计量，可用于分析该年龄组女性的社会属性。